# Гласс, Олив
Олив Гласс (англ. Olive Glass; род. 1990) — американская порноактриса и эротическая модель. Четырёхкратная номинантка на AVN Awards.

## Биография
Она родилась и выросла в городе Логан (штат Юта) в семье мормонов. В детстве и юности Олив посещала пять разных школ, заявляя позднее в интервью, что так и не нашла своего места. Она начала карьеру модели после переезда Лос-Анджелес, а позднее в Нью-Йорк, где также работала в художественной галерее, посвященной произведениям искусства из стекла.
Хотя она дебютировала в порно в 2013 году, в возрасте 23 лет, только в 2016 году она полностью посвятила себя индустрии, совмещая эту деятельность с модельным бизнесом, а также работая девушкой в стиле пин-ап для художников и фотографов.
Как актриса Гласс снималась для студий Brazzers, Penthouse, Kick Ass, Wicked Pictures, Girlfriends Films, Digital Playground, Kink.com, Naughty America, Jules Jordan Video, New Sensations, Lesbian X, Sweetheart Video и других.
В июне 2017 года журнал Penthouse назвал её «Любимицей месяца». В 2018 году она получила свои первые номинации на AVN Awards за лучшую сцену лесбийского секса в паре с Эбигейл Мэк и лучшую сцену секса в виртуальной реальности, а также премию Spank Bank Technical Awards.
В 2018 году Олив Гласс сыграла главную роль в комедии «Безумная Максин: Жаркая дорогая» — эротической пародии на боевик «Безумный Макс: Дорога ярости».
Олив бисексуальна. Снимается в сценах лесбийского, межрасового, группового секса, БДСМ-сценах. Имеет татуировки: небольшие чёрные на левом запястье и правой лодыжке, цветную — на левом бедре (гном с трубкой верхом на козе).
Фильмография насчитывает более 177 фильмов. Имеет более 100 тысяч подписчиков своей страницы в Instagram.